# Lambertia formosa
Lambertia formosa é um arbusto da família Proteaceae, endêmico de Nova Gales do Sul, na Austrália. Descrito pela primeira vez em 1798 pelo botânico inglês James Edward Smith, é a espécie-tipo do pequeno gênero Lambertia. Geralmente encontrado em charnecas ou florestas abertas, cresce em solos à base de arenito. Desenvolve-se como um arbusto multi-hasteado, alcançando cerca de 2 m de altura, com uma base lenhosa chamada lignotúber, que permite sua regeneração após incêndios florestais. Possui folhas estreitas e rígidas, e suas inflorescências, de cor rosa a vermelha, compostas por sete flores tubulares individuais, aparecem principalmente na primavera e no verão. Seu nome popular deriva dos folículos lenhosos com protuberâncias semelhantes a chifres.
As flores produzem grandes quantidades de néctar e são polinizadas por melifagídeos. Embora pouco comum em horticultura, a L. formosa é fácil de cultivar em solos bem drenados, com exposição parcial ao sol ou ensolarada. Propaga-se facilmente por sementes. Diferentemente de outros membros do gênero Lambertia, é altamente resistente ao patógeno do solo Phytophthora cinnamomi.

## Taxonomia
Espécimes de Lambertia formosa foram coletados pelos botânicos Joseph Banks e Daniel Solander durante a parada de James Cook em Botany Bay entre abril e maio de 1770. Acredita-se que tenham sido obtidos da vegetação hoje conhecida como Eastern Suburbs Banksia Scrub, que ocorre em áreas arenosas próximas à atual La Perouse [en]. Solander criou o nome binomial não publicado Brabejum pungens em Banks' Florilegium. O arbusto foi formalmente descrito em 1798 por James Edward Smith, que também estabeleceu o gênero Lambertia, nomeado em homenagem ao botânico inglês Aylmer Bourke Lambert. O epíteto específico formosa, do latim, significa "bonita" ou "formosa". O horticultor inglês Henry Charles Andrews escreveu em 1799: "De todas as plantas introduzidas de Nova Holanda que floresceram conosco até agora, esta é, sem dúvida, a mais bela, considerando a planta como um todo", embora seu compatriota Joseph Knight [en], em sua obra de 1809 On the cultivation of the plants belonging to the natural order of Proteeae [en], tenha observado que o nome "se aplica apenas às flores, pois a folhagem geralmente tem um tom pálido e doentio". O botânico francês Michel Gandoger descreveu em 1919 espécimes coletados em Hornsby [en] e na Baía de Sydney como Lambertia proxima, e material enviado por Charles Walter como L. barbata, mas ambos foram identificados como L. formosa. Gandoger nomeou 212 táxons de plantas australianas, quase todos já descritos anteriormente.
Pertencente ao gênero Lambertia, que inclui dez espécies na família Proteaceae, a L. formosa é a única encontrada no leste da Austrália, enquanto as demais estão restritas ao sudoeste da Austrália Ocidental. Nomes populares incluem "diabo-da-montanha" e "flor-de-mel", o primeiro devido à semelhança dos frutos com uma cabeça de diabo. Não há subespécies reconhecidas, embora plantas na parte sul de sua distribuição, entre o rio Bargo [en] e Braidwood [en], tenham folhas mais longas.

## Descrição

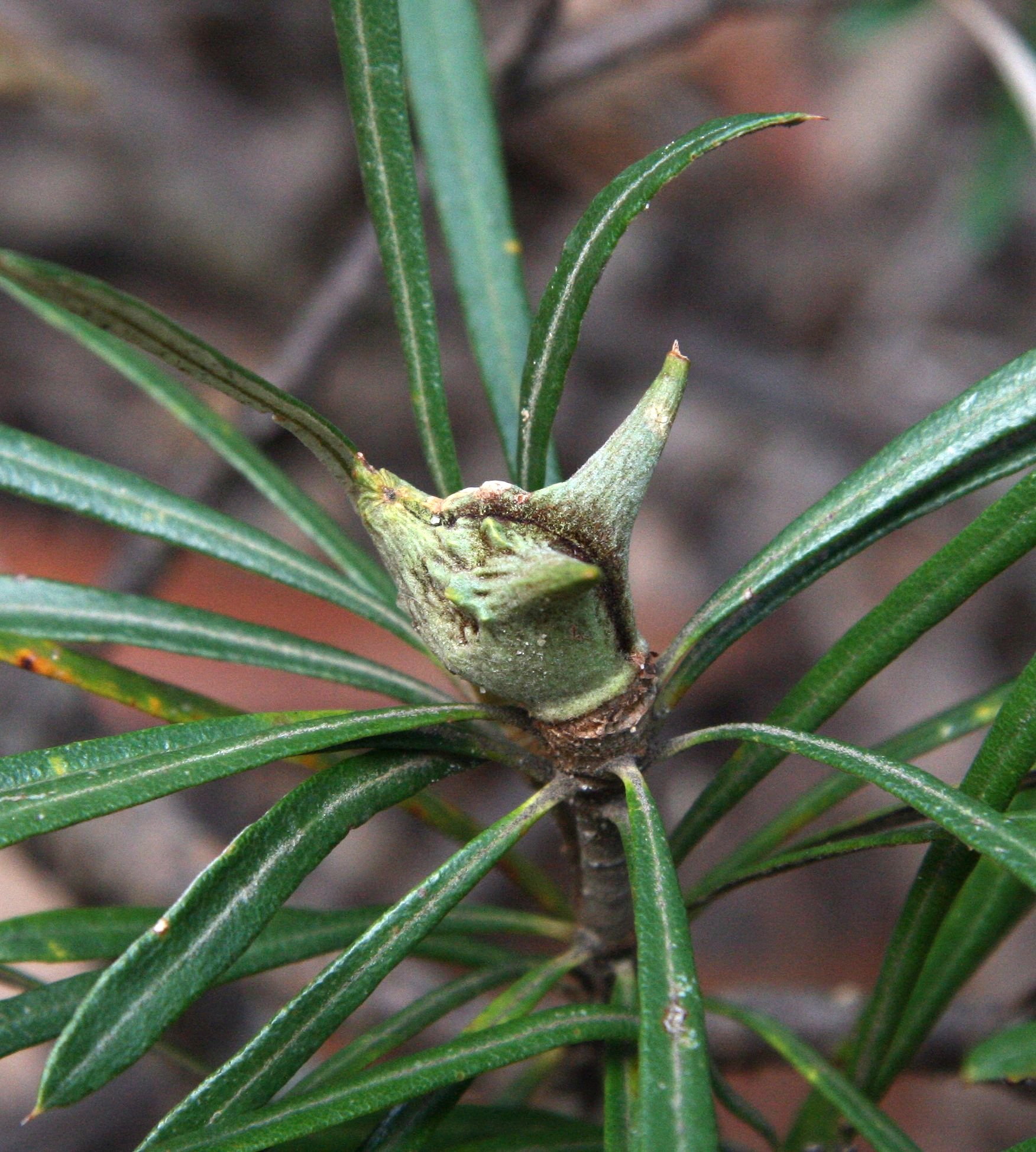
O fruto em desenvolvimento, origem do nome popular "diabo-da-montanha"

A Lambertia formosa cresce como um arbusto ramificado, atingindo até 2 m de altura, com múltiplas hastes emergindo de uma base lenhosa chamada lignotúber. Os brotos novos são cobertos por pelos finos e acastanhados. Suas folhas rígidas são dispostas em verticilos de três, às vezes até quatro a seis, ao longo das hastes, com formato linear a oblanceolado estreito. Variam de 1 a 8 cm de comprimento e 0,2 a 0,7 cm de largura, com ápice pontiagudo. As flores podem aparecer em qualquer época do ano, mas são mais frequentes na primavera e no verão (setembro a janeiro). Suas bases são envoltas por brácteas esverdeadas e avermelhadas. As inflorescências quase sempre consistem em sete flores individuais menores (menos de 1% têm seis ou oito flores), chamadas floretes, em tons de vermelho ou rosa. Os periantos tubulares medem 4,5 cm de comprimento, com os estilos projetando-se mais 1 a 1,5 cm além. Após a floração, desenvolvem-se frutos lenhosos de 2 a 3 cm por 1 a 2 cm, com duas protuberâncias pontiagudas de 1 a 1,5 cm e um "bico" de 0,5 cm, inicialmente verde-claros e depois acinzentados. Esses folículos lenhosos contêm duas sementes aladas planas, retidas até serem liberadas pelo fogo.

## Distribuição e habitat
Endêmica de Nova Gales do Sul, a Lambertia formosa ocorre na Cordilheira Australiana ou a leste dela, desde a região de Braidwood até Port Stephens, além de algumas áreas do norte do estado, como em torno de Grafton e entre Red Rock [en] e Yamba [en]. Na Bacia de Sydney [en], é encontrada em altitudes de 0 a 1.100 m acima do nível do mar, em regiões com precipitação anual de 800 a 1.400 mm.
Cresce em charnecas, sub-bosques e matagais de mallee e florestas esclerófilas secas, predominantemente em solos arenosos ou rochosos. Espécies associadas em charnecas incluem Angophora hispida [en], Gaudium trinervium [en], Banksia oblongifolia e B. ericifolia, enquanto em florestas aparecem árvores como Eucalyptus sieberi, A. costata [en], A. bakeri [en], Corymbia gummifera [en], C. eximia, E. sclerophylla [en] e E. piperita [en]. Uma comunidade de charneca entre o Lago Munmorah e Redhead cresce parcialmente em solos argilosos, sob formas de mallee de E. capitellata [en] e E. umbra [en], ao lado de formas arbustivas de Melaleuca nodosa [en], Hakea teretifolia [en], Allocasuarina distyla [en], B. oblongifolia e extensões de Themeda triandra [en].

## Ecologia

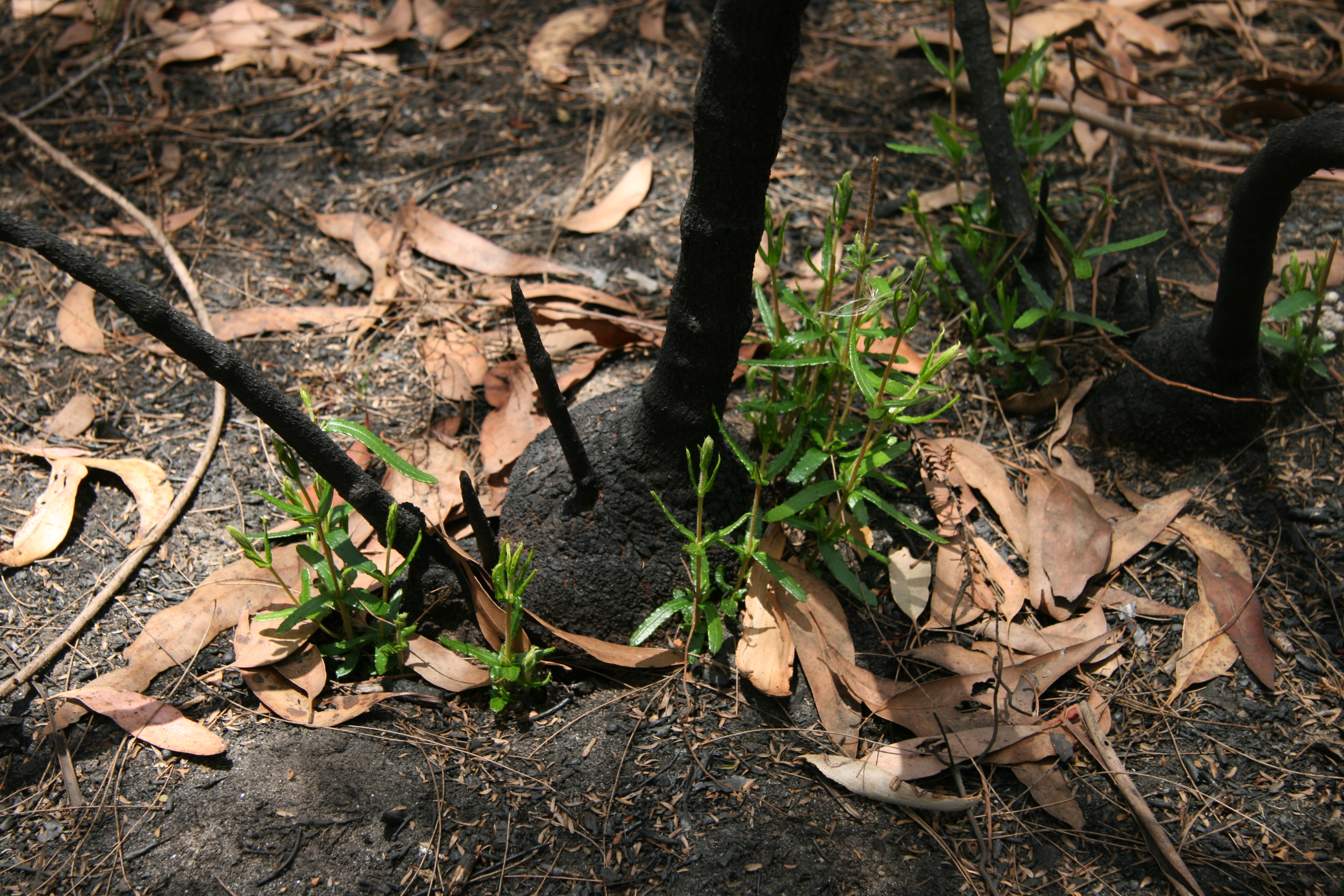
Rebrotando da base lenhosa meses após um incêndio, en

A Lambertia formosa regenera-se após incêndios florestais ao rebrotar de seu lignotúber, mas também é serotínica, mantendo um banco de sementes no dossel liberado pelo fogo. O número de flores em plantas regeneradas atinge o pico dois ou três anos após o fogo. Um estudo no Parque Nacional de Brisbane Water, ao norte de Sydney, mostrou que plantas submetidas a dois intervalos curtos (menos de sete anos) entre incêndios tinham produção reprodutiva reduzida, com menos folículos, em comparação com áreas sem ou com apenas um intervalo curto. A planta pode viver mais de 60 anos.
A cor vermelho/rosa, o comprimento do tubo floral e as propriedades do néctar indicam polinização por melifagídeos, que pousam enquanto consomem o néctar. Espécies observadas incluem o papa-mel-de-orelha-branca (Lichenostomus leucotis), papa-mel-de-faces-brancas (Phylidonyris niger), papa-mel-de-olho-branco [en] (P. novaehollandiae), papa-mel-barulhento (Manorina melanocephala), papa-mel-de-asa-ruiva [en] (Acanthochaera chrysoptera), papa-mel-enfeitado (Acanthorhynchus tenuirostris), e papa-mel-de-cara-amarela [en] (Lichenostomus chrysops). A presença de melifagídeos aumenta em áreas com mais flores.
Lagartas da espécie australiana Xylorycta strigata [en] (família Limacodidae) consomem as folhas e fazem túneis na madeira. A planta também abriga lagartas da espécie Mecytha fasciata.

## Cultivo

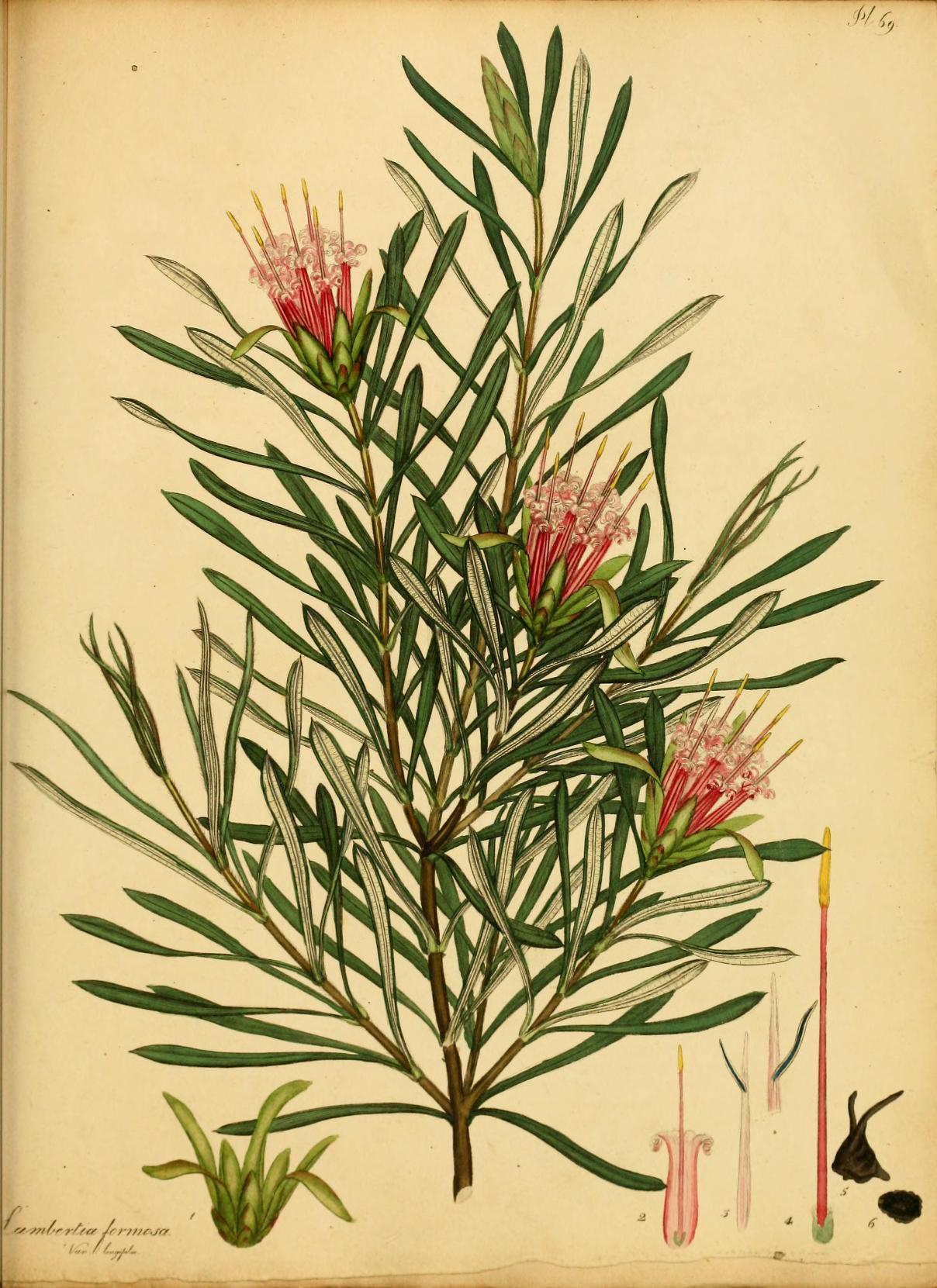
Folhas, flores e estrutura floral da Lambertia formosa. Ilustração de Henry Charles Andrews em 1797

A Lambertia formosa foi uma das primeiras plantas australianas introduzidas no cultivo na Inglaterra. Em 1788, sementes foram enviadas de Botany Bay para o viveiro Lee e Kennedy em Hammersmith, oeste de Londres. Duas variedades foram cultivadas, uma designada como "var. longifolia". O primeiro florescimento registrado ocorreu em julho de 1798, em uma planta cultivada por J. Robertson, de Stockwell. Andrews escreveu em 1799 que ela é "facilmente propagada por estacas e prospera em solo turfoso". Knight, em 1809, relatou que exigia mais calor e cuidados do que outras plantas australianas, sugerindo que nunca seria amplamente cultivada na Inglaterra.
A Lambertia formosa é fácil de cultivar com boa drenagem e exposição parcial ao sol ou ensolarada, embora tolere diversos solos e alguma sombra. Suas flores atraem pássaros, fornecendo alimento durante o ano todo. Responde bem à poda. As sementes germinam entre 25 e 60 dias após a semeadura, e brotos jovens firmes são ideais para propagação por estacas. Fertilizantes geralmente não são necessários, mas os de liberação lenta e baixo teor de fósforo são tolerados. É resistente a geadas e adapta-se a climas temperados a subtropicais.
Experimentos de inoculação mostram que a Lambertia formosa resiste ao Phytophthora cinnamomi, ao contrário de outros membros do gênero. Isso a torna um potencial porta-enxerto para enxertia de espécies de Lambertia da flora da Austrália Ocidental, todas sensíveis ao apodrecimento das raízes.

## Usos e referências culturais
O nome "flor-de-mel" vem das flores que produzem um néctar claro em grandes quantidades, fonte de alimento para os povos aborígenes australianos. Após a colonização europeia, exploradores, condenados fugitivos e crianças foram registrados chupando as flores. O explorador Ludwig Leichhardt escreveu: "muitas vezes, quando estava cansado e com sede, mordi a base de um tufo de flores de Lambertia formosa para chupar o mel deliciosamente doce delas". Dores de cabeça e náuseas foram relatadas após consumo excessivo, embora não se conheça uma substância tóxica no néctar.
A espécie foi ilustrada por Sydney Parkinson, artista da viagem do HM Bark Endeavour ao Pacífico (1769-1771). Uma gravura botânica colorida baseada em seu trabalho integra o Banks' Florilegium. O aspirante da Primeira Frota e artista George Raper [en] retratou-a em duas obras: um estudo em aquarela sem título (c. 1788) e Bird Of Point Jackson (1789). O escritor e ilustrador George Collingridge [en] incluiu a flor em vários desenhos e defendeu, sem sucesso, sua escolha como emblema floral da Austrália.
Figuras artesanais, conhecidas como "diabos-da-montanha", foram feitas usando os frutos lenhosos maduros como cabeça, combinados com limpa-cachimbos, restos de lã e tecido. Esses itens eram vendidos como suvenires turísticos nas Montanhas Azuis.